# Bandera de Sant Jordi
La Bandera de Sant Jordi fou la bandera de la Diputació del General de Catalunya. Les mides i proporcions de les banderes de la Generalitat eren: Bandera quadrada de 2 x 2 m. aproximadament. El pal de la creu equivalent a 1/9 de la llargada. En tots els edificis pagats per la Generalitat de l'edat mitjana, com per exemple el mateix Palau o la Coronela, hi és representat l'escut de Sant Jordi.
La bandera de la Creu de Sant Jordi va esdevenir la de bandera l'exèrcit de Catalunya, i la Gran Companyia Catalana ja l'usava. Més tard, Pere el Cerimoniós, en carta al seu germà Ferran, del 6 de febrer de 1359 indica que "...havam ordenat que totes les companyies de cavall tinguen, el dia de batalla, sobresenyals a senyal de Sent Jordi, E axí, manam-vos e us pregam que façats fer per vos matex e semblantment féts fer a cascú dels vostres dits los sobresenyals, que sien blancs de tot ab la Creu vermella"